# Sospensione a Controllo Magnetoreologico
 (février 2024).
Si vous disposez d'ouvrages ou d'articles de référence ou si vous connaissez des sites web de qualité traitant du thème abordé ici, merci de compléter l'article en donnant les références utiles à sa vérifiabilité et en les liant à la section « Notes et références ».
Les mots italiens Sospensione a Controllo Magnetoreologico (SCM) signifient "suspension contrôlée selon une logique magnétique".
Il s'agit d'un système de suspension pilotée électroniquement mis au point par Ferrari [Quand ?].
Le mouvement de chaque roue est contrôlé par un amortisseur contenant un fluide dont la viscosité est modifiée par l'envoi d'un champ magnétique contrôlé électroniquement. Cette technique permet ainsi de durcir plus ou moins l'amortisseur selon les besoins.